# Société royale mathématique des Pays-Bas
Pour les articles homonymes, voir KWG.
La Société royale mathématique des Pays-Bas (Koninklijk Wiskundig Genootschap en néerlandais, abrégée en KWG) est une société mathématique fondée en 1778. 

## Activités
Son but est de promouvoir le développement des mathématiques, aussi bien théoriques qu'appliquées. 
La Société publie la revue Nieuw Archief voor Wiskunde, le magazine Pythagoras pour les lycéens ainsi que la revue scientifique Indagationes Mathematicae.
Chaque année la Société organise un symposium en hiver pour les enseignants de lycée et deux fois par an elle organise le Dutch Mathematical Congress. Tous les trois ans, la Société décerne la prestigieuse médaille Brouwer à un mathématicien émérite. Cette médaille porte le nom du mathématicien Luitzen Egbertus Jan Brouwer.
Elle soutient également des revues telles que le North-Western European Journal of Mathematics en collaboration avec ses homologues française et luxembourgeoise, ainsi que l'Institut Fields.